# Крамаровці
Крамаровці (словен. Kramarovci) — поселення в общині Рогашовці, Помурський регіон, Словенія. Висота над рівнем моря: 277,6 м.